# Ханс Зигизмунд Шенк фон Щауфенберг
Ханс Зигизмунд Шенк фон Щауфенберг (на немски: Hans Sigismund Schenk von Stauffenberg; * 1607; † 14 януари 1678/1679 в Айхщет) е благородник от швабския стар благороднически род Шенк фон Щауфенберг във Вилфлинген.
Той е най-големият син (от девет деца) на Бернхард Шенк фон Щауфенберг († 17 декември 1609) и съпругата му Анна Регина фон Леонрод (* 12 октомври 1570), дъщеря на Филип фон Леонрод и Барбара Хунд фон Лаутербах. Внук е на Ханс Шенк фон Щауфенберг († 1582) и Барбара фон Вестернах († 22 септември 1570).
Фамилията е издигната през 1692 г. на имперски фрайхер и 1785 г. на имперски граф.

## Фамилия
Ханс Зигизмунд Шенк фон Щауфенберг се жени на 17 април 1640 г. в капелата „Св. Георг“ в катедралата Айхщет за Маргарета Урсула Шенк фон Гайерн († 24 април 1687, Тайленберг), дъщеря на Мартин Шенк фон Гайерн и Мария Магдалена фон Вернау. Те имат осем деца:
- Йохана Регина Мария (* 14 май 1641, Айхщет; † 22 септември 1664)
- Катарина София (* 14 май 1644, Айхщет; † 9 октомври 1693, Бамберг), омъжена 1670 г. за Марквард Франц фон Айб
- Максимилиан Готфрид (* 1646; † 29 април 1699), женен I. на 25 август 1680 г. в Айхщет за Мария Якобина Шенк фон Кастел-Дишинген (* 1645; † 5 декември 1697), II. на 13 април 1698 г. в Регенсбург за Бенедикта Мария Терезия Регина фон Фалкенщайн († IV. 1735, Регенсбург)
- Йохана Мария Анна († 18 юли 1729, Регенсбург), омъжена 1725 г. за фрайхер Йохан Лудвиг фон Щингелхайм († 3 октомври 1742, Вайден)
- Анна Йохана Катарина (* 22 декември 1647, Айхщет; † 15 март 1648, Айхщет)
- Мария Розина Констанция (* 14 декември 1649, Айхщет; † 4 август 1683, Папенхайм), омъжена за имперския наследствен маршал Марквард фон Папенхайм (* 1 март 1652; † 30 юни 1686, Щулвайсенбург в битка в Унгария)
- Катарина Маргарета (* 10 април 1651, Айхщет; † 5 февруари 1701, Зюнхинг), омъжена на 16 март 1678 г. за граф Фердинанд Мария фон Зайнсхайм (* 10 юли 1651; † 28 май 1684)
- Мария Франциска Виктория
- Йохан Филип Игнац (* 26 август 1656, Айхщет; † 23 април 1698, Марлофщайн), женен на 20 юни 1684 г. в Хартхаузен за Мария Магдалена фон Ридхайм (* 26 юни 1653, † 16 януари 1706, Бамберг)